# Michaił Tuchaczewski
Michaił Nikołajewicz Tuchaczewski (ros. Михаил Николаевич Тухачевский; ur. 4 lutego?/16 lutego 1893 w majątku Aleksandrowskoje k. Smoleńska, zm. 11 czerwca 1937 w Moskwie) – rosyjski i radziecki oficer, dowódca dużych związków operacyjnych Armii Czerwonej w wojnie domowej w Rosji i wojnie polsko-bolszewickiej. Teoretyk wojskowości, Marszałek Związku Radzieckiego (1935).
Jego tajny proces i egzekucja w ramach wielkiego terroru w ZSRR dały początek masowej krwawej czystce oficerów Armii Czerwonej lat 1937–1939. Propaganda doby Nikity Chruszczowa nadała mu przydomek sowieckiego Bonapartego.

## Życiorys

### Dzieciństwo i młodość
Pochodził z rosyjskiej rodziny ziemiańskiej z guberni smoleńskiej, ojciec był szlachcicem, a matka chłopką. Rodzice chcieli umieścić go w korpusie kadetów, jednak ze względu na brak środków początkowo uczył się w domu. W 1904 rozpoczął naukę w 1 Gimnazjum w Penzie. W 1909 rodzice przeprowadzili się do Moskwy, Tuchaczewski uczęszczał do 10 Gimnazjum Moskiewskiego. W sierpniu 1911 zdał egzaminy i został przyjęty do ostatniej klasy 1 Moskiewskiego Korpusu Kadetów w Lefortowie.
1 czerwca 1912 zakończył Korpus Kadetów z I lokatą i prawem wyboru szkoły wojskowej. Wybrał Aleksandrowską Szkołę Oficerską w Moskwie, którą ukończył 12 lipca 1914 i został awansowany do stopnia podporucznika gwardii z prawem wyboru służby w pułku gwardii cesarskiej. Wybrał Siemionowski Pułk Gwardii Cesarskiej w Petersburgu.

### I wojna światowa
W czasie wybuchu I wojny światowej przebywał na urlopie. Dogonił pułk, który wchodził w skład 1. Korpusu Gwardii 4. Armii Frontu Południowo-Zachodniego pod Iwangorodem (obecny Dęblin), i walczył w operacji galicyjskiej. Chrzest bojowy przeszedł pod Krzeszowem w bitwie nad Sanem jako pomocnik dowódcy kompanii. Nigdy jednak nie dowodził ani plutonem, ani kompanią, co zdaniem jego krytyków utrudniało mu realną – praktyczną ocenę możliwości podległych mu żołnierzy i oddziałów. Na froncie został odznaczony 6 odznaczeniami bojowymi Imperium Rosyjskiego, m.in. Orderem św. Włodzimierza z Mieczami 4 kl. i Orderem św. Anny. Zimą 1915 pułk Tuchaczewskiego przebazowano na Front Północno-Zachodni, na północ od Warszawy, w rejon granicy rosyjsko-pruskiej. 19 lutego (4 marca) 1915 r., w czasie operacji przasnyskiej, dostał się pod Łomżą do niewoli niemieckiej. Po trzech nieudanych próbach ucieczki, w sierpniu 1917 udało mu się zbiec z obozu jenieckiego w zamku Ingolstadt. Po ucieczce przekroczył granicę ze Szwajcarią, gdzie udał się do ambasady Rosji. Otrzymał paszport rosyjski i przez Paryż, Londyn i Skandynawię dotarł do Rosji. W niewoli niemieckiej, w specjalnym obozie jenieckim dla oficerów złapanych na próbie ucieczki, zetknął się z ówczesnym porucznikiem armii francuskiej Charles’em de Gaulle’em.

### Wojna domowa w Rosji
16 października 1917 przybył do Piotrogrodu i zgłosił się do swojego pułku. Pułk w tym czasie walczył na Froncie Południowo-Zachodnim. W siedzibie pułku szkolono rezerwistów. Po krótkim odpoczynku 20 listopada 1917 wrócił do służby. Został wyznaczony na dowódcę 10 kompanii. Na początku 1918 pułk został rozformowany. Michaił Tuchaczewski w ramach demobilizacji został zwolniony do rezerwy. Na początku marca 1918 rozpoczął pracę jako oficer w Oddziale Wojskowym Wszechrosyjskiego Centralnego Komitetu Wykonawczego. 19 marca Rada Komisarzy Ludowych podjęła decyzję o powołaniu do Armii Czerwonej byłych oficerów carskich. Tuchaczewski z mocy dekretu Rady został wcielony do Armii Czerwonej. 5 kwietnia 1918 wstąpił do RKP(b).
27 maja 1918 został wyznaczony na komisarza Moskiewskiego Rejonu Obrony Zachodniej Strefy (zadania: formowanie jednostek, szkolenie i wysyłanie ich na front).
Później dowodził 1 Armią Frontu Wschodniego (czerwiec 1918 – styczeń 1919), 8 Armią Frontu Południowego (styczeń – marzec 1919), 5 Armią Frontu Wschodniego (kwiecień – listopad 1919) – dowodząc zwycięską ofensywą przeciw armii Aleksandra Kołczaka i Korpusowi Czechosłowackiemu. Dowodził wojskami Frontu Kaukaskiego (luty – kwiecień 1920), odnosząc sukcesy w walkach z wojskami gen. Antona Denikina (operacja tichoriecka, operacja kubańsko-noworosyjska).

### Wojna polsko-bolszewicka
W wojnie polsko-bolszewickiej w 1920 dowodził Frontem Zachodnim. Po pierwszej nieudanej ofensywie Armii Czerwonej w maju 1920 wysoko cenił postawę żołnierza polskiego i polskich dowódców. Odniósł błyskawiczne sukcesy podczas drugiej ofensywy (lipiec – sierpień 1920) – potrafił dobrze wykorzystać błędy polskiego dowództwa, przewagę liczebną i uzbrojenia Armii Czerwonej oraz taktykę manewrową (systematyczne oskrzydlanie wojsk polskich przez kawalerię sowiecką na północnym skrzydle frontu). W sześć tygodni jego wojska dotarły od Auty i Berezyny pod Warszawę. Pewien ostatecznego zwycięstwa, zlekceważył możliwości ofensywne armii polskiej i poniósł klęskę w Bitwie Warszawskiej. Dowodził także podczas drugiej walnej bitwy wojny polsko-bolszewickiej – bitwy nad Niemnem.
Po zawarciu pokoju z Polską w marcu 1921 dowodził wojskami pacyfikującymi powstanie w Kronsztadzie, a następnie w okresie kwiecień – maj 1921 wojskami tłumiącymi (z użyciem gazów bojowych) antybolszewickie powstania chłopskie Antonowa na Powołżu – powstanie tambowskie.

### Dwudziestolecie międzywojenne

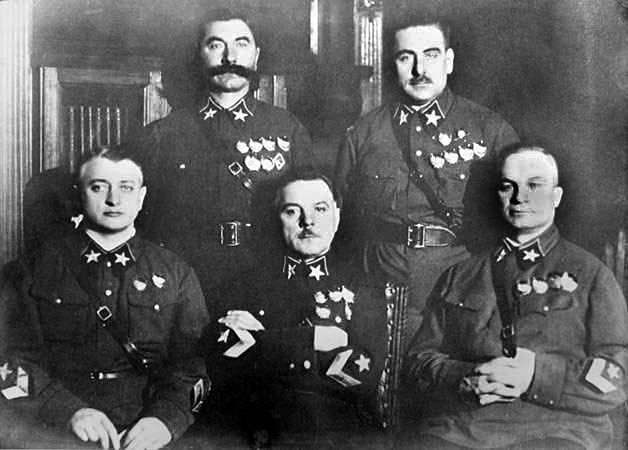
Pierwszych pięciu marszałków Związku Radzieckiego w 1935 (od lewej: Michaił Tuchaczewski, Siemion Budionny, Klimient Woroszyłow, Wasilij Blücher i Aleksandr Jegorow)

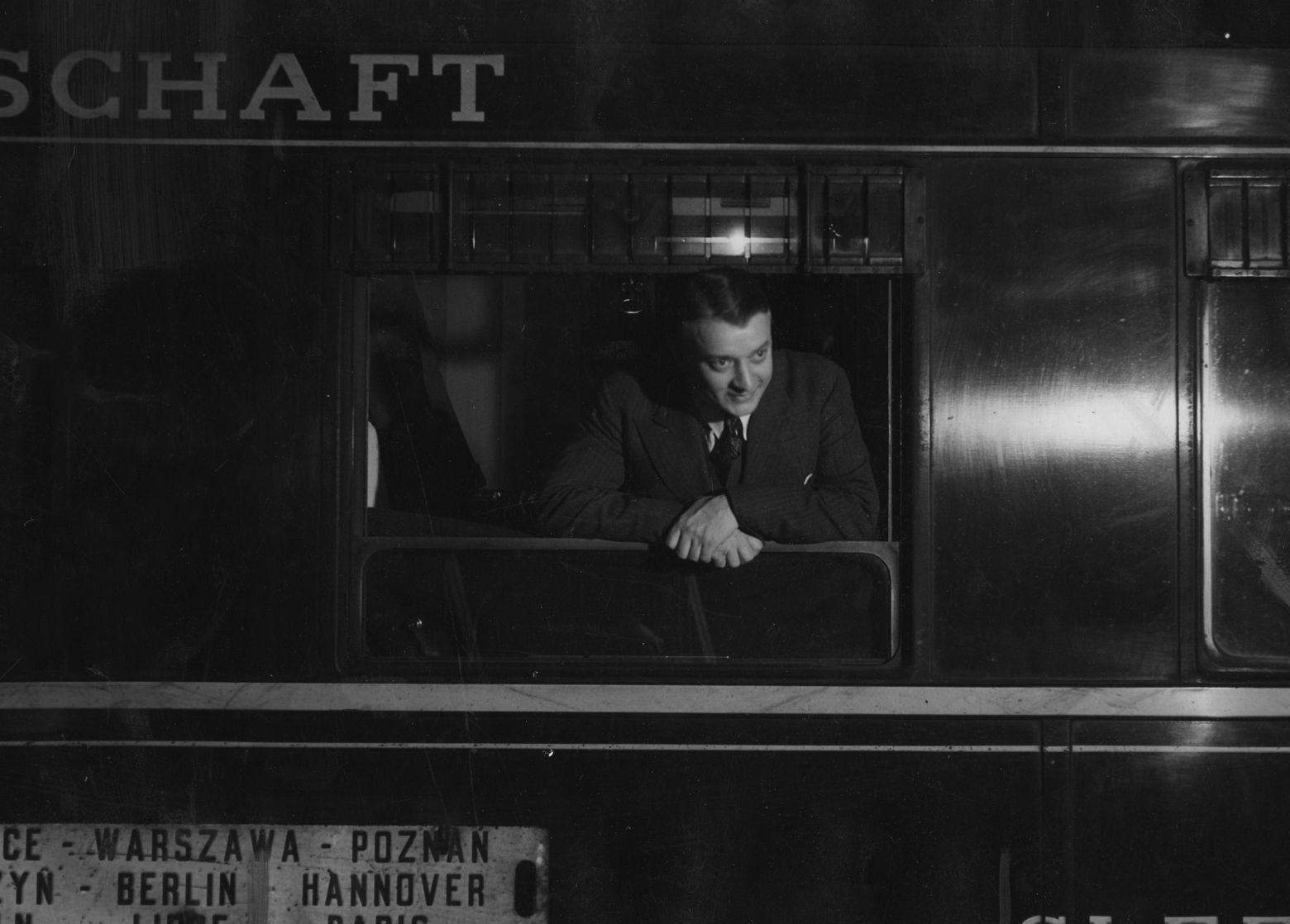
Michaił Tuchaczewski w oknie wagonu na dworcu w Warszawie, podczas podróży do Londynu na pogrzeb Jerzego V, 25 stycznia 1936.

Po zakończeniu wojny domowej w Rosji w 1921 był krótko komendantem Akademii Wojskowej im. Michaiła Frunzego, dowodził wojskami Zachodniego Okręgu Wojskowego z siedzibą w Smoleńsku. Od 1924 zastępca szefa, a od listopada 1925 do maja 1928 szef Sztabu Generalnego Armii Czerwonej. Brał udział w realizacji reformowania armii w latach 1924–1925. Od maja 1928 do czerwca 1931 dowodził wojskami Leningradzkiego Okręgu Wojskowego. W czerwcu 1931 został mianowany wiceprzewodniczącym Rewolucyjnej Rady Wojennej, wicekomisarzem do spraw wojskowych i morskich oraz szefem uzbrojenia armii. Uruchomił wówczas program masowej produkcji czołgów. Od 1934 zastępca ministra obrony ZSRR. W 1935 został jednym z pięciu ustanowionych wówczas po raz pierwszy marszałków Związku Radzieckiego; mając 42 lata osiągnął najwyższy stopień w karierze wojskowej. Od 1936 I zastępca ministra obrony ZSRR i szef Zarządu Gotowości Bojowej.
Sowiecka propaganda przedstawia go jako człowieka, który odegrał wielką rolę w przezbrojeniu Armii Czerwonej, dokonaniu zmian organizacyjnych i strukturalnych wojsk, organizacji nowych rodzajów wojsk i rodzajów sił zbrojnych: lotnictwa, wojsk zmechanizowanych, powietrznodesantowych, Marynarki Wojennej.
Autor ponad stu książek, podręczników i artykułów pokazujących poglądy na współczesną (w owym okresie) wojnę, które okazały znaczny wpływ na rozwój myśli wojennej i wojskowej oraz praktykę budowy sił zbrojnych. Kampanię roku 1920 w wojnie polsko-bolszewickiej opisał w pracy Pochód za Wisłę (1923) przetłumaczonej na język polski i wydanej w Polsce po raz pierwszy w rok później jako aneks do książki Józefa Piłsudskiego Rok 1920.
Tuchaczewski był zapalonym wielbicielem sztuki i został politycznym patronem oraz bliskim przyjacielem kompozytora Dmitrija Szostakowicza. Po raz pierwszy spotkali się w 1925 roku i regularnie grali razem muzykę w domu marszałka (Tuchaczewski grał na skrzypcach). W 1936 twórczość Szostakowicza była atakowana przez gazetę Prawda (potępiono m.in. jego operę Lady Makbet mceńskiego powiatu). Tuchaczewski interweniował w tej sprawie u Stalina. Po aresztowaniu Tuchaczewskiego chciano zmusić Szostakowicza aby ten zadenuncjował przyjaciela, ale ostatecznie na skutek aresztowania śledczego działającego w tej sprawie nie doszło do tego.

### Okoliczności śmierci
W lutym 1937 samobójstwo popełnił Sergo Ordżonikidze na skutek sporów z Józefem Stalinem. Stosunki Stalina z Tuchaczewskim uległy ochłodzeniu. Propozycje Tuchaczewskiego dotyczące rozwoju sił zbrojnych, kierowane do Stalina, pozostawały bez odpowiedzi albo były odrzucane w formie kategorycznej bez uzasadnienia. Tuchaczewski czuł ze strony Stalina wrogość. W tym czasie było już przygotowywane oskarżenie dotyczące zdrady ojczyzny. Aresztowany w maju 1936 zastępca dowódcy Leningradzkiego Okręgu Wojskowego Witalij Primakow, obwiniony za rzekomy udział w działalności grupy trockistów, przesłuchiwany przez Nikołaja Jeżowa zeznał o działalności w Armii Czerwonej spisku na czele z Tuchaczewskim.
Od tego czasu NKWD rozpoczęło zbieranie materiałów na Tuchaczewskiego (w archiwalnych materiałach znaleziono zapiskę sekretarza organizacji partyjnej Zachodniego Okręgu Wojskowego z 1924 o niewłaściwym stosunku do komunistów. Na dokumencie była dekretacja Michaiła Frunzego „partia wierzyła Tuchaczewskiemu, wierzy i wierzyć będzie”). Oprócz tego znaleziono zeznania dwóch byłych carskich oficerów posądzonych o zdradę, którzy w czasie zeznań przed NKWD oświadczyli, że Tuchaczewski był inspiratorem ich antysowieckiej organizacji. Na kopiach protokołów Stalin napisał „...nie wykluczone” i skierował do Ordżonikidze.
Wyciągnięto materiały z wyjazdu Tuchaczewskiego w styczniu 1936 do Anglii na pogrzeb króla Jerzego V, a także z wizyty we Francji. Tuchaczewski był przyjmowany bardzo serdecznie w Londynie i Paryżu. W czasie pobytu w Londynie Tuchaczewski spotykał się z Witowtem Putną, byłym dowódcą dywizji w wojnie polsko-bolszewickiej 1920, który był attaché wojskowym ZSRR. Późną jesienią 1936 został wezwany do Moskwy i aresztowany. Wizyta Tuchaczewskiego w Anglii i Francji zaniepokoiła ministerstwo spraw zagranicznych Niemiec i samego Adolfa Hitlera. Zbliżenie Anglii i Francji oraz ZSRR nie było na rękę Berlinowi (rok wcześniej Tuchaczewski napisał duży artykuł o agresywnych zamiarach Niemiec w Europie). Wiosną 1937 Tuchaczewski szykował się do powtórnego wyjazdu do Anglii na koronację Jerzego VI. Wyjazd miał nastąpić w maju. Został on odwołany ze względu na rzekomo szykowany zamach na Tuchaczewskiego w Warszawie. Oficjalnie nieobecność Tuchaczewskiego na koronacji usprawiedliwiono jego chorobą.
11 maja 1937 Tuchaczewski został odwołany ze stanowiska I wiceministra obrony i wyznaczony na dowódcę Nadwołżańskiego Okręgu Wojskowego (co było faktyczną degradacją i operacją logistyczną NKWD w celu aresztowania marszałka). W czasie pożegnania przed wyjazdem do Kujbyszewa, siedziby Nadwołżańskiego Okręgu Wojskowego, Stalin obiecał mu szybki powrót do Moskwy.
Przybyłego do Kujbyszewa Tuchaczewskiego przywitał Pawieł Dybienko, ówczesny dowódca Okręgu – w miesiąc później jeden z sędziów Kolegium Wojskowego sądzących Tuchaczewskiego, a rok później rozstrzelany. Po objęciu stanowiska dowódcy Okręgu dowiedział się o aresztowaniu komkora (odpowiednik gen. płk.) Borisa Feldmana, szefa Głównego Zarządu Kadr Robotniczo-Chłopskiej Armii Czerwonej.

#### Aresztowanie i proces
Aresztowany 22 maja 1937, w czasie konferencji organizacji partyjnej Okręgu, pod zarzutem szpiegostwa i uczestnictwa w kontrrewolucyjnej organizacji. Rzekome dowody zdrady Tuchaczewskiego, uzyskane za pomocą wywiadu niemieckiego, zostały sfabrykowane w Berlinie z inspiracji NKWD, i na polecenie NKWD przekazane przez byłego generała armii carskiej i generała białogwardyjskiego Nikołaja Skoblina. Aresztowanie potwierdziły gazety wieczorem 26 maja. W tym samym dniu został zwolniony z szeregów Armii Czerwonej. Został przewieziony do Moskwy i umieszczony w więzieniu na Łubiance. Torturowany przyznał się do zarzucanego szpiegostwa i zdrady stanu.
W dwa tygodnie po aresztowaniu stanął przed sądem, obwiniony o udział w „antysowieckiej wojskowej organizacji trockistowskiej”, zdradzie ojczyzny i szpiegostwie na rzecz niemieckiego Sztabu Generalnego. Razem z Tuchaczewskim na ławie sądowej zasiedli Boris Feldman (b. szef Głównego Zarządu Kadr), dowódcy armii 1 rangi Hieronim Uborewicz i Jona Jakir (b. dowódcy Białoruskiego i Leningradzkiego Okręgu Wojskowego), dowódca korpusu Witalij Primakow – zastępca dowódcy Leningradzkiego OW, dowódca armii 2 rangi August Kork – komendant Akademii Wojskowej im. Michaiła Frunzego, Robert Ejdeman – przewodniczący Centralnej Rady Związku Współdziałania Obrony i Lotniczochemicznej Obronności ZSRR i dowódca korpusu Witowt Putna – były attaché wojskowy ZSRR w Anglii.

#### Wyrok i egzekucja
11 czerwca 1937 zapadł wyrok na tajnym posiedzeniu Kolegium Specjalnego Sądu Najwyższego ZSRR pod przewodnictwem przewodniczącego Kolegium Wojskowego Sądu Najwyższego ZSRR – Wasilija Ulricha. W skład sądzących wchodzili: Jakow Ałksnis – zastępca ministra obrony ZSRR i dowódca sił powietrznych, marszałkowie Związku Radzieckiego Siemion Budionny i Wasilij Blücher, Borys Szaposznikow – szef Sztabu Generalnego, trzech dowódców okręgów wojskowych: Iwan Biełow (Białoruski OW), Pawieł Dybienko (Leningradzki OW), Nikołaj Kaszyrin (Północno-Kaukaski OW), dowódca 6. Kozackiego Korpusu Kawalerii – Jelisiej Goriaczow.
W krótkiej informacji sąd powiadomił, że wszyscy obwinieni przyznali się do winy. Sąd zarzucił im zdradę Armii Czerwonej, zdradę ojczyzny, naruszenie obowiązku wojskowego i skazał wszystkich na karę śmierci przez rozstrzelanie. Następnego dnia wyrok został wykonany. Tuchaczewskiego zabił kapitan NKWD Wasilij Błochin nieoczekiwanym strzałem w kark.
Legenda głosi, że jego ostatnie słowa brzmiały: „Nie do mnie strzelacie. Rozstrzeliwujecie Armię Czerwoną” (co stoi w sprzeczności z informacją o zastrzeleniu przez Błochina).
Za zasługi w zdemaskowaniu szpiegów, w tym Michaiła Tuchaczewskiego, w lipcu 1937 szef NKWD Nikołaj Jeżow otrzymał Order Lenina.
W 1957 r. Tuchaczewski został zrehabilitowany.

## Odznaczenia
- Order Świętego Włodzimierza z Mieczami IV klasy
- Order Świętej Anny z Mieczami II klasy
- Order Świętej Anny z Mieczami III klasy
- Order Świętej Anny IV klasy (za odwagę)
- Order św. Stanisława z Mieczami II klasy
- Order św. Stanisława z Mieczami III klasy
- Order Lenina (1933)
- Order Czerwonego Sztandaru (1919)